# Roy Redgrave
Roy Redgrave (26 de abril de 1873-25 de mayo de 1922) fue un actor británico que trabajó en el teatro y en el cine mudo. Redgrave fue el patriarca de la dinastía de intérpretes que lleva su apellido.

## Primeros años
Su verdadero nombre era George Ellsworthy Redgrave y nació en Lambeth, Londres (Inglaterra). Era el hijo mayor de George Augustus Redgrave (1851–1881), fabricante de los juegos de mesa Bagatelle, y de Zoe Beatrice Elsworthy (1856–1936). 
En 1897 era conocido profesionalmente como 'Roy' Redgrave, aparentemente por la creencia de que era descendiente de Rob Roy. La familia Redgrave era originaria de la población de Crick, en Northamptonshire. Redgrave tomó el nombre "Elsworthy" por su madre, al igual que hizo su hermana, la actriz teatral Dolly Elsworthy. Redgrave tuvo cuatro hermanos, Zoe Adelina "Dolly" Elsworthy (1876), Cornelius (1878), Christopher (1879) y Harriet (1880).

## Familia y carrera
Su primera esposa fue la actriz Ellen Maud Pratt, de nombre artístico Judith Kyrle, hija de un próspero granjero de Devon, John Dew Pratt de Buckland Monachorum. Se casaron el 1 de septiembre de 1894. Sus carreras alcanzaron un punto culminante cuando debutaron juntos en el Teatro Britannia de Hoxton (Londres) en abril de 1900, siendo Redgrave anunciado como "The Dramatic Cock o' the North". El matrimonio tuvo tres hijos, John Kyrle (nacido en 1895), Robin Roy (padre del General de División Sir Roy Redgrave, y nacido en 1897) y Nellie Maud (1898).
Sobre esa época Redgrave se enamoró de una joven actriz llamada Esther Mary Cooke, (su nombre artístico era Ettie Carlisle). Su esposa descubrió la relación y Cooke decidió abandonar Inglaterra para ir a Sudáfrica. Redgrave fue también a Sudáfrica, persuadiéndola para que volviera al reino Unido en 1903. La pareja tuvo un hijo, Víctor Carlisle.
En un momento dado Redgrave decidió ir él solo a vivir a Australia. En los archivos de la "Historia del Teatro Australiano" figura que la actriz americana Tittell Brune debutó en Australia el 21 de septiembre de 1904 en el teatro Majesty's de Sídney en la obra Sunday, en la que actuaba junto a Roy Redgrave. Redgrave viajó con ella en el circuito teatral de J. C. Williamson. Según Corin Redgrave, Ellen Maud Pratt siguió a su marido a Australia, pero fue incapaz de persuadirle de que volviera a casa con su familia. Ellen Maud Pratt volvió a casarse, esta vez con Frederick John Nettlefold, en 1907.
Sin embargo, Redgrave volvió a Inglaterra, interpretando repertorio en el Grand Theatre de Brighton, donde conoció a Margaret Scudamore, con la que se casó en 1907 mientras hacían una gira por el norte del país. Tuvieron un hijo, el actor Sir Michael Redgrave, nacido el 20 de marzo de 1908.
Seis meses después del nacimiento de Michael, Redgrave se fue a Australia otra vez, aunque esta vez de manera permanente. William Anderson, un productor de Melbourne, acababa de construir el King's Theatre, y necesitaba actores. Su nombre apareció en junio de 1909 como parte del elenco de la obra The Bank of England. Al año siguiente Redgrave colaboró con Anderson en una obra sobre el caso Hawley Harvey Crippen, y titulada By Wireless Telegraphy. En 1911 Anderson quedó arruinado, y Redgrave volvió su atención a la naciente industria cinematográfica, consiguiendo un contrato con Lincoln-Cass Films. Así, actuó en varios filmes mudos, empezando en 1911 con The Christian. Después trabajó en Moondyne (1913), en varios cortos, en The Hayseeds (1917), y coprotagonizó Robbery Under Arms (1920). Mientras tanto, en Inglaterra Margaret Scudamore se había casado con el Capitán James Anderson, un rico plantador de té.

## Últimos años en Australia
Redgrave permaneció en Australia hasta su fallecimiento, ocurrido en la década de 1920, aunque la fecha exacta y el lugar en el que vivió fueron un misterio para su familia en Inglaterra, hasta que su nieta Lynn Redgrave visitó Sídney con su marido John Clark, a fin de recabar datos sobre su abuelo. Su búsqueda acabó en la librería de la Ópera de Sídney, donde encontró el obituario de su abuelo, enterándose de que su fallecimiento tuvo lugar el 25 de marzo de 1922, y que estaba enterrado en el Cementerio Waverley de la ciudad. Más adelante se supo que Roy Redgrave se había casado en 1916 con una viuda irlandesa llamada Mary Leresche.

## Filmografía muda
- The Christian (1911) .... John Storm
- Transported (1913)
- The Sick Stockrider (1913)
- The Road to Ruin (1913)
- The Reprieve (1913)
- The Remittance Man (1913)
- Moondyne (1913) .... Isaac Bowman
- The Crisis (1913)
- Our Friends the Hayseeds (1917) .... Dad Hayseed
- Robbery Under Arms (1920) .... Dan Moran